# Andre Mijatović
Andre Mijatović, (ur. 3 grudnia 1979 w Rijece), chorwacki piłkarz, występujący na pozycji środkowego obrońcy, czasami wystawianego na pozycji libero, obunożny zawodnik.

## Kariera
Z dorosłą piłką kontakt Mijatovicia zaczął się w pierwszej lidze, w zespole, którego jest wychowankiem - NK Rijeka, gdzie był o krok od mistrzostwa - do którego zabrakło jeden punkt, a sam Mijatović stał się ostoją drużyny - wystąpił w 28 meczach strzelając 1 gola. Występował z drużyną w eliminacjach Ligi Mistrzów, z którą nie przebrnął 2 fazy eliminacji przegrywając z drużyną Partizana Belgrad. W następnym sezonie Mijatović wraz z drużyną zajęli 4. miejsce, a zawodnik wystąpił w 21 meczach zdobywając 3 gole. W Pucharze UEFA, Rijeka odpadła w I rundzie, po przejściu FC Valletta 3:2, kiedy to Mijatović zdobył aż 2 gole i 5:4 po dogrywce, natrafiła na hiszpańską Celtę Vigo, z którą odpadła po wynikach 0:0 i 0:1 u siebie. Sezon 2000 – 2001 był dla Rijeki tragiczny. Drużyna zajęła 11, przedostatnie miejsce w tabeli i została w lidze tylko dzięki zmianom w ekstraklasie, która rozszerzała się od następnego sezonu, w związku z czym nikt z pierwszej ligi nie był zagrożony spadkiem. Mijatović zagrał w tym sezonie w 28 meczach, zdobywając gola. Następny sezon był dla zespołu i Mijatovicia znacznie lepszy, Rijeka zdobyła piąte miejsce, a Mijatović zagrał w 26 meczach, zdobywając 5 goli. Rijeka w tym sezonie wystąpiła w Pucharze Intertoto odpadając w rundzie eliminacyjnej z irlandzkim Saint Patrick's Athletic FC po zwycięstwie lepszym stosunkiem goli zdobytych na wyjeździe. Następny, sezon, 2002 – 2003 był dla Mijatovicia ostatnim jak do tej pory spędzonym w Rijece, bowiem Rijeka zajęła 10. miejsce i znów cudem uchroniła się przed spadkiem. Był to najgorszy sezon dla Mijatovicia - zagrał tylko 20 razy i strzelił 3 gole, nic więc dziwnego, że Mijatović chciał odejść do drużyny, która zapewni mu występy w europejskich pucharach. Został więc defensorem ówczesnego mistrza kraju, zespołu Dinamo Zagrzeb. Z Dinamem w lidze zajął 2. miejsce, za Hajdukiem Split, a sam zawodnik wystąpił w 30 meczach i nie zdobył żadnego gola. W eliminacjach Ligi Mistrzów Dinamo poradziło sobie ze słoweńskim NK Maribor, który pokonali 1:1 i 2:1, a Mijatović w drugim meczu zdobył pierwszą bramkę na 1:0. Jednak w trzeciej rundzie eliminacji Dinamo odpadło ze swoim imiennikiem z Kijowa przegrywając 0:2 i 0:2. Na pocieszenie, po niezdobytym mistrzostwie, zawodnik wygrał wraz z drużyną Puchar Chorwacji pokonując NK Varteks lepszym stosunkiem goli na wyjeździe 1:1 i 0:0. W sezonie 2004 – 2005 Mijatović nie spisywał się tak dobrze, wystąpił w 21 meczach i zdobył 1 bramkę, jednak ten sezon był fatalny dla najlepszej chorwackiej drużyny wszech czasów - zajęli dopiero 7. miejsce w lidze i znaleźli się w grupie spadkowej. Zostali co prawda przez chorwacką federację zgłoszeni do Pucharu UEFA, gdzie grali znakomicie, biorąc pod uwagę ich ligową dyspozycję - w drugiej rundzie ograli słoweńskie NK Primorje, a w 3 rundzie szwedzki IF Elfsborg i awansowali do fazy grupowej Pucharu UEFA. W pierwszym meczu dosłownie zdemolowali belgijskie KSK Beveren 6:1, a Mijatović strzelił bramkę na 2:0. W drugim meczu przegrali na wyjeździe 0:2 z Benficą Lizbona, a w następnym meczu zremisowali u siebie 2:2 z holenderskim SC Heerenveen. Meczem ostatniej szansy był mecz z niemieckim VfB Stuttgart, jednak Dinamo przegrało ten mecz 1:2 i kończyło swoją przygodę z pucharami europejskim. Jednak nawet ten dobry występ w europejskich pucharach nie zatrze złego wrażenia z zespołu i wiadomo było, że musi nadejść rewolucja w składzie. Na pierwszy ogień pozbyto się właśnie Mijatovicia, który przeszedł do zespołu 2. Bundesligi Greuther Fürth, z którym wystąpił w 16 meczach, nie strzelając żadnego gola. Warto zauważyć, że jedyną bramkę w karierze dla niemieckiej drużyny w meczu sparingowym przeciwko Wiśle Kraków, który to mecz Greuther Fürth wygrało 2:0. Ogółem w ekstraklasie chorwackiej wystąpił 174 razy, strzelając 14 goli. W europejskich pucharach Mijatović trafił do siatki 4 razy. W 2 lidze niemieckiej zaliczył 16 występów i 0 goli. W 2007 roku przeszedł do pierwszoligowej Arminii Bielefeld. Po trzech latach występów w zespole z Bielefeldu piłkarz zasilił szeregi spadkowicza Bundesligi - Herthy Berlin.
Mijatović jest w oczach chorwackich kibiców interesującym graczem, zasługującym na powołanie do kadry. Niestety, jest pomijany przez kolejnych selekcjonerów, ale przypuszcza się, że zawodnik otrzyma powołanie na sparingowy mecz z Łotwą, rozgrywanym w październiku, gdzie selekcjoner Slaven Bilić ma wręczyć powołania słabszym zawodnikom, bądź zawodnikom z rodzimej ligi. Zawodnik wystąpił w 2 meczach reprezentacja U-21.

## Sukcesy
- wicemistrzostwo w sezonie 1998/1999 z zespołem NK Rijeka
- wicemistrzostwo w sezonie 2003/2004 z zespołem Dinama Zagrzeb
- puchar Chorwacji w sezonie 2003/2004 z zespołem Dinama Zagrzeb
- awans do fazy grupowej Pucharu UEFA w sezonie 2004/2005 w barwach Dinama Zagrzeb